# Озерки (Рузаєвський район)
Озерки́ (рос. Озерки, ерз. Озерки) — присілок у складі Рузаєвського району Мордовії, Росія. Входить до складу Палаєвсько-Урледімського сільського поселення.

## Населення
Населення — 28 осіб (2010; 47 у 2002).
Національний склад (станом на 2002 рік):
- росіяни — 91 %